# Предраг и Ненад
Предраг и Ненад је пјесма која припада хајдучком циклусу пјесама. Најпознатију верзију ове пјесме написао је Јован Берић и послао Вуку Стефановићу Караџићу. Пјесма говори о два брата која трагају један за другим и када се нађу један погине због неспоразума. Народна балада Предраг и Ненад је поетска синтеза најсуптилније лирике лирских и најдубље трагичности народних епских песама. У њу је народни певач уткао осећања, како своју краткотрајну радост, тако и црну нит једног великог бола.

## Анализа пјесме
Пјесма почиње описом мајке која је у тешка времена подигла два сина. Они када одрасту напусте мајку. Отишли су на различите таборе свјета. Ненад је био хајдук 3 године. Предложио је хајдуцима да свако крене својој кући. Сви су се морали заклети да немају више злата, сви су се клели у родбину, а он је морао да се закуне у Бога. Када је дошао кући напао је мајку због тога. Она му је рекла да има брата Предрага. Отишао је у потрагу за братом. Када је Ненад нашао чету хајдука страдао због неспоразума. Предраг га је питао ко је он, топлим гласом рекао да је он његов брат.
Предраг и Ненад се одликује изразитим емоцијама и лирским елементима. Окосница трагедије је управо братски однос који је узвишен, а љубав два брата се не може мјерити ни са једном другом љубављу. Развија се поетски изузетно снажно мотив о братоубиству у незнању.
Пјесма Предраг и Ненад се тематски може сместити у оквиру хајдучког циклуса народних епских песма. У њој су препознатљиве многе теме из хајдучког живота, као што су подјела блага, хајдучке засједе и мегдан. Пјесма представља и варијанту народне приповјетке о два брата која су Турци заробили и који се после дуго година враћају кући. Најпознатију варијанту ове пјесме је записао Јован Берић, књижевник из Будима у Бачкој или самом Будиму, ондашњем центру војвођанских Срба и послао Вуку Стефановићу Караџићу.

## Тема
Тема пјесме је љубав брата према брату. Тема пјесме Предраг и Ненад је честа у књижевности, сукоб браће. Пјесма говори о два брата који се траже и када се нађу страдају због трагичног неспоразума.

## Ликови
Песма Предраг и Ненад почиње са неколико снажних метафора, сажетим казивањем економских прилика и кратким сликањем лика старице мајке. Мајка је самохрана, удовица, која се жртвује за децу, преде и плете да би исхранила синове. У гладне године подигла је два сина, Предрага и Ненада, и оба је напуштају када одрасту. Невоља је натерала браћу да оду у два супротна табора, на две стране света.
Народни пјевач описује млађег брата, Ненада и прати његов пут. Мудар и разуман Ненад хајдуковао је три године и срећа га је пратила свуда на мегдану. Када се Ненад ужелио мајке предложио је дружини да иду сваки своме дому. На диоби, хајдуци се заклињу у брата и сестру "да у њега више нема блага". Пошто нема брата ни сестру, Ненад се заклиње у Бога, оружје и коња уместо у неког од рода.
Послије диобе блага Ненад стиже кући. За вечером пред мајком излива сву горчину што нема брата или сестру у коју би се могао заклети као његови другови. Када сазна да има брата, Ненад је исувише срећан да би могао да чека и моли мајку да му сашије зелено одјело да би ишао да тражи брата. Она га са неким кобним предосјећањем моли да не иде у потрагу за старијим братом Предрагом.
Народни певач описује Ненада на дугом и заморном путу, његово лутање и уздржаност и каже: "Нигде свога он не пусти гласа. Нити пљуну ни на коња викну." Ненад кроз пјесму тражи брата. За то време око Предрага је тридесет хајдука. Интуиција наводи Предрага на помисао да је незнани јунак што пјева кроз гору, можда његовог рода, и наређује својим људима да га ухвате и доведу.
Две групе Предрагових хајдука нападају Ненада. У великој жељи за братом Ненад заборавља на обзире и два пута моли да га поштеде. Када се Ненад разљутио сукобљава се са тридесет хајдука. Чим је Предраг добио вијест о сукобу своје чете са непознатим јунаком, узима лук и стријелу и смртно рањава Ненада. На Предрагово питање, ко је и чијег је рода, Ненад му се с тихом сетом исповеда. Када је сазнао за своју грешку Предрага хвата нејасни страх, па тек онда осети моралну одговорност и тежину учињеног дјела. Он покушава да поправи своју грешку, притрчава Ненаду, скида га с коња на траву.
Ненад ни на самрти не показује гњев, него само задовољство што је најзад нашао брата. На самрти прашта крв брату Предрагу, без иједне ријечи осуде и гњева. На крају ове пјесме је тужбалица Предрагова пуна снажних емоција и блиставих метафора. У њој су се стопиле радост што имаде брата и жалост што га је олако и несрећно изгубио. Иза ове тужбалице долази већа од ријечи и виша од гласа — смрт другог брата. Убија се "па потрже ноже од појаса, те удара себе у срдашце, мртав паде покрај браца свога".